# Ефект Ярковського

Ефект Ярковського:
1. Теплове випромінювання астероїда
2. Обертання астероїда
2.1 Поверхня, що освітлюється вдень
3. Орбіта астероїда
4. Теплове випромінювання Сонця

Ефе́кт Ярко́вського — поява слабкого реактивного імпульсу за рахунок теплового випромінювання від нагрівання вдень і остигання поверхні астероїда вночі, що надає йому додаткове прискорення.
Величина і напрям реактивного імпульсу залежать від швидкості обертання, будови та фізичних властивостей поверхні астероїда. Наприклад, для астероїда Голевка масою 210 млн тонн вона становить приблизно 0,3 Н — в результаті з 1991 по 2003 роки траєкторія астероїда відхилилася від розрахованої на 15 км.
Цей ефект пояснює, чому число досяглих Землі астероїдів більше, ніж випливало з колишніх розрахунків.

## Історія
Відкриття ефекту Ярковського має довгу передісторію, яка почалась за кілька десятиліть до того, як ефект набув свого сучасного формулювання. Іван Ярковський, російський інженер польського походження, у приватно виданій брошурі зазначив, що нагрівання планети сонячним світлом має створювати силу, яка діє вздовж орбіти цієї планети. При цьому він ґрунтувався на концепції світлоносного ефіру, яка була остаточно відкинута в наступні роки. Хоча контекст роботи Ярковського був помилковим, і він зміг лише грубо оцінити величину ефекту, його робота змогла закласти ідею, яка згодом розвинулася у повноцінну теорію ефекту, названого тепер його іменем.
Ідея Ярковського могла б загубитись разом з його брошурою, якби не піонерська робота естонського астронома Ернста Юліуса Епіка, який прочитав роботу Ярковського близько 1920 року, а в 1951 році повернув його ідеї в наукову літературу. Згодом інтерес до загубленої брошури Ярковського спонукав нідерландського аматора-астронома Г. Бекмана розшукати її в російських архівах (Beekman 2006) і вперше за понад сто років зробити її доступною для широкої аудиторії. Одночасно з Епіком аналогічні ідеї розвивав радянський астроном Володимир Радзієвський (Radzievskii 1952).

## Застосування
Ефект Ярковського з його здатністю постійно змінювати великі півосі метеороїдів, спочатку був запропонований як головний елемент, що рухає метеорити з головного поясу астероїдів  на Землю (Öpik 1951). У 1970-х і 1980-х роках астрономи вивчали такий вплив ефекту на орбіти метеороїдів, але загалом ефект Ярковського залишався на периферії планетарної науки. Основною причиною було недостатнє дослідження інших важливих аспектів, зокрема впливу резонансів середнього руху та секулярних резонансів на динаміку малих тіл. До 1980-х ці явища були ще маловивченими, а чисельне моделювання їхніх процесів залишалося складним до 1990-х років. Крім того, щоб змоделювати перенесення малих тіл з поясу астероїдів на Землю за допомогою теплових сил, потрібно було знати параметри та стани обертання цих об’єктів, які на той час були майже невідомі. При тому пряме перенесення метеороїдів із головного поясу на Землю потребувавло дуже великих часових масштабів і нереалістичних значень теплових параметрів та швидкості обертання для тіл метрового розміру. Через це багато вчених вважали ефект Ярковського незначним або навіть зайвим у контексті й без того складних досліджень, тому часто його просто ігнорували.
Однак у той час вдалося досягти й певних кількісних результатів. Наприкінці 1970-х і в 1980-х роках нові уявлення про роль теплових (радіаційних) сил і моментів несподівано з’явилися з галузі космічної геодезії. Зокрема, аналіз невеликих залишкових орбітальних збурень геодинамічного супутника LAGEOS спонукав Д. П. Рубінкама дослідити застосування теплових сил для опису руху цього апарата (Rubincam 1987). Крім того, ще з кінця 1960-х років дані про обертання аеростатних супутників показували, що радіаційні моменти суттєво впливають на зменшення швидкості їх обертання. Ці спостереження спонукали Рубінкама відновити дослідження теплових сил і моментів у планетарній науці  (Rubincam 1995, 2000). У результаті він виділив два різновиди ефекту Ярковського: добовий і сезонний. Сезонний ефект до того часу ще не був відомий у планетарній науці.
Активне вивчення теплових сил і моментів у планетарній науці розпочалося наприкінці 1990-х років. Основний поштовх дало теоретичне та чисельне моделювання, проведене Д. П. Рубінкамом і П. Фарінеллою. Їхні дослідження спонукали інших науковців шукати нові застосування, які вийшли далеко за межі початкової ідеї доставки метеоритів на Землю. Сьогодні теплові сили впливають на широкий спектр явищ — від оцінки потенційних загроз зіткнення із Землею до вивчення формування та руйнування подвійних астероїдів і навіть структури орбіт родин астероїдів. Ефект Ярковського відкриває можливість керувати орбітами астероїдів за допомогою зміни їх альбедо. Наприклад, якщо покрити поверхню небесного тіла тонким шаром світлого барвника, це посилить тиск сонячного вітру, що може змінити траєкторію руху на безпечнішу. Однак результат такого впливу проявиться лише через приблизно 20 років. Хоча цей метод технічно здійсненний, він дорогий. Знищення астероїдів ракетами дешевше, але менш безпечне через непередбачуваність траєкторій уламків.
Ефекти Ярковського та ЯОРП іноді діють у складній взаємодії, породжуючи неочікувані результати. Наприклад, це може пояснити схожість напрямків та величин векторів обертання деяких астероїдів, зокрема членів родини Короніс (Slivan, 2002).
Ефект Ярковського дедалі частіше враховується при визначенні орбіт невеликих навколоземних астероїдів. Точне вимірювання зсуву орбіти, спричиненого цим ефектом, дозволяє визначити фізичні властивості астероїда, зокрема його середню густину (Chesley et al., 2003). Ґрунтовні огляди ефектів Ярковського та ЯОРП представлені в роботах Bottke et al. (2002, 2006).

## Механізм
Ефект Ярковського є наслідком того, що зміна температури об'єкта, нагрітого випромінюванням (а отже, і інтенсивність теплового випромінювання з об'єкта), відстає від змін вхідного випромінювання. Тобто поверхні об’єкта потрібен час, щоб нагрітися при першому освітленні, і час, щоб охолонути після припинення освітлення. Ефект має два компоненти:

### Добовий ефект
Поверхня тіла, що обертається, нагрівається під час дня під впливом сонячного випромінювання і охолоджується вночі. Теплові властивості поверхні спричиняють затримку між поглинанням сонячного випромінювання та його випромінюванням у вигляді тепла. Така властивість поверхні називається тепловою енерцією тіла. Тому поверхня є найтеплішою не тоді, коли Сонце в зеніті, а трохи пізніше. Це призводить до різниці між напрямками поглинання та повторного випромінювання, що створює результуючу силу вздовж напряму орбітального руху. Якщо об’єкт обертається проградно, сила спрямована по напрямку руху тіла по орбіті, що призводить до поступового збільшення великої півосі орбіти — об’єкт спірально віддаляється від Сонця. У разі ретроградного обертання об’єкт, сила діє проти руху тіла по орбіті, і тіло спірально наближається до Сонця. Добовий ефект є домінуючим компонентом для тіл діаметром понад приблизно 100 м.

### Сезонний ефект
Цей ефект найпростіше зрозуміти на прикладі не тіла, що обертається навколо своєї осі та обертається навколо Сонця, де кожен "рік" складається рівно з одного "дня". Під час орбітального руху "вечірня" півкуля, яка довго нагрівалася, завжди спрямована в бік орбітального руху. Надлишок теплового випромінювання в цьому напрямку спричиняє гальмівну силу, що завжди призводить до спірального наближення до Сонця. На практиці сезонний ефект посилюється разом із нахилом осі обертання. Він домінує лише тоді, коли добовий ефект досить малий. Це може статися через дуже швидке обертання (немає часу на охолодження нічної сторони, що призводить до майже рівномірного розподілу температури вздовж довготи), невеликий розмір (нагрівається все тіло через наскрізну теплопровідність) або нахил осі обертання близький до 90°. Сезонний ефект більш важливий для менших фрагментів астероїдів (від кількох метрів до приблизно 100 м), якщо їхні поверхні не вкриті ізоляційним реголітовим шаром і вони не мають надто повільного обертання. Крім того, на дуже довгих часових масштабах, коли вісь обертання тіла може неодноразово змінюватися через зіткнення (а отже, і напрямок добового ефекту змінюється), сезонний ефект також буде домінувати.
Загалом ефект Ярковського залежить від розміру і впливає на велику піввісь менших астероїдів, тоді як у великих астероїдів орбіти залишаються практично незмінними. Для астероїдів кілометрового розміру ефект Ярковського є мізерним на коротких часових проміжках: сила на астероїді 6489 Голевка оцінюється в 0,25 ньютона, що відповідає прискоренню в 10⁻¹² м/с². Однак цей ефект є постійним; протягом мільйонів років орбіта астероїда може змінитися настільки, що він переміститься з поясу астероїдів у внутрішню частину Сонячної системи.
Механізм ефекту Ярковського стає більш складним для тіл, які мають сильно орбіти з великим ексцентриситетом. У таких випадках напрямки нагрівання та охолодження можуть сильно змінюватися, що ускладнює прогнозування довгострокової динаміки об’єкта.

## Детектування
Виявлення ефекту Ярковського серед реальних астероїдів непросте, частково тому, що це не єдина сила, яка здатна змінювати рух малих тіл у Сонячній системі, а також тому, що його сила слабка, а спостереження мають кінцеву точність. На практиці потрібні  дуже точні астрометричні спостереження з найкращими вимірюваннями, які забезпечує планетарний радар, спостереження, що охоплюють принаймні десятиліття або близько того, і  цільовий астероїд має бути достатньо малим, щоб вплив можна було виміряти протягом інтервалу часу (тобто це означає, що розмір об’єкта менше кількох кілометрів). 
Без прямого вимірювання дуже важко передбачити точний результат впливу ефекту Ярковського на орбіту конкретного астероїда. Це пояснюється тим, що величина ефекту залежить від багатьох змінних, які важко визначити на основі обмеженої спостережної інформації. Серед цих змінних — точна форма астероїда, його орієнтація та альбедо. Розрахунки додатково ускладнюються через вплив затемнення та теплового "повторного освітлення", яке може бути викликане як локальними кратерами, так і загальною увігнутою формою. Ефект Ярковського також конкурує з тиском випромінювання, сумарний вплив якого може викликати подібні малі довготривалі сили для тіл з варіаціями альбедо або несферичною формою.
Наприклад, навіть у простому випадку чистого сезонного ефекту Ярковського на сферичному тілі з круговою орбітою і нахилом осі 90°, зміни великої півосі можуть відрізнятися у два рази між випадками рівномірного альбедо та сильної асиметрії альбедо північ-південь. Залежно від орбіти та осі обертання об’єкта, зміна великої півосі під впливом ефекту Ярковського може бути зворотною при переході від сферичної до несферичної форми.
Це означає, що ймовірні кандидати на вичення ефекту Ярковського повинні бути відсіяні за переліком критеріїв: сприятлива орбітальна геометрія, близькі підходи до Землі, де можна отримати радіолокаційні дані, і наявність інших спостережень, таких як фотометрія, що надає інформацію про період обертання або орієнтацію осі обертання навколоземного астероїда. Першим астероїдом, який відповідав усім цим критеріям, був 6489 Голевка. Для цього астероїда був вперше виміряний ефект Ярковського в період з 1991 по 2003 роки. За дванадцять років астероїд змістився на 15 км від передбаченої позиції (орбіта була визначена з великою точністю за допомогою серії радіолокаційних спостережень у 1991, 1995 та 1999 роках за допомогою радіотелескопа Аресібо).
Незважаючи на труднощі, використання ефекту Ярковського розглядається як один із можливих сценаріїв зміни траєкторії навколоземних астероїдів, що потенційно можуть зіткнутися із Землею. Можливі стратегії відхилення астероїда включають "фарбування" його поверхні або фокусування сонячного випромінювання на астероїд для зміни інтенсивності ефекту Ярковського, що дозволить змінити орбіту астероїда та уникнути зіткнення із Землею. Місія OSIRIS-REx, запущена у вересні 2016 року, досліджувала ефект Ярковського на астероїді Бенну.
У 2020 році астрономи підтвердили прискорення Ярковського на астероїді 99942 Апофіс. Ці дані важливі для уникнення астероїдних зіткнень, оскільки раніше вважалося, що існує дуже мала ймовірність зіткнення 99942 Апофіса із Землею у 2068 році, і ефект Ярковського був значним джерелом невизначеності прогнозів. У 2021 році міждисциплінарна професійно-аматорська співпраця поєднала вимірювання супутника Gaia та наземні радіолокаційні спостереження з аматорськими спостереженнями зоряних покриттів, що дозволило уточнити орбіту 99942 Апофіса та виміряти прискорення Ярковського з високою точністю — до 0,5%. Завдяки цим даним астрономи змогли виключити можливість зіткнення із Землею принаймні на наступні 100 років.
Можливість декореляції орбітальних збурень, викликаних ефектом Ярковського, від інших ефектів, походить від здатності ефекту Ярковського постійно змінювати велику напіввісь {\displaystyle a} геліоцентричної орбіти астероїда. Третій закон Кеплера безпосередньо перетворює ненульове середнє {\displaystyle da/dt} значення на ненульову вікову зміну {\displaystyle dn/dt} орбітального середнього руху {\displaystyle n\ ,} виробляючи квадратичне випередження {\displaystyle \Delta \lambda } за довготою на орбіті {\displaystyle \lambda \ .} Надається оцінка порядку величини, нехтуючи поправками на ексцентриситет {\displaystyle \Delta \lambda \sim \int \delta n\,dt\sim \int (dn/dt)\,t\,dt\sim {\frac {3n}{4a}}\,(da/dt)\,(\Delta T)^{2}} від часу {\displaystyle \Delta T\ .} Цей же ефект можна також виразити як поперечне зміщення по орбіті порядку {\displaystyle \sim a\,\Delta \lambda } який знову поширюється квадратично за часом. Це ось це {\displaystyle \propto (\Delta T)^{2}} прогресія будь-якої з двох величин, що робить ефект Ярковського відмінним від інших збурень.
В даний час наземні астрометричні спостереження положення площини неба в оптичних довжинах хвиль точні лише для {\displaystyle 0.1-0.5} кутові секунди в кращому випадку, з коефіцієнтом на кілька гіршим у регулярних астрометричних спостереженнях. Це не набагато краще, ніж очікуване зміщення за Ярковським протягом десяти років або близько того, якщо тільки тіло не наблизиться до Землі на дуже близьку відстань. Точність радіолокаційної астрометрії набагато краща; найкращі спостереження мають похибку лише в кілька десятків метрів. Це може бути на кілька порядків краще, ніж зміщення Ярковського, і, отже, радарна астрометрія потенційно набагато краще виявляє слабкі орбітальні збурення, такі як сили Ярковського, ніж оптичні спостереження. Його єдиним недоліком є те, що в даний час кількість навколоземних астероїдів, які наблизилися до Землі досить близько, щоб спостерігати за допомогою радарів, обмежена; близько 450  порівняно з більш ніж 8500 навколоземними астероїдами, які спостерігаються в оптичних діапазонах хвиль.

### Роль сил Ярковського в розрахунках небезпеки удару
Для навколоземних астероїдів, які потенційно можуть вдаритися в Землю в найближчому майбутньому, сили Ярковського мають бути частиною будь-якої процедури визначення орбіти. Важливість цих сил стає ще більшою, якщо потрібна високоточна ефемерида на більш тривалому часовому масштабі, скажімо, від десятків до сотень років. Особливий клас проблем у цьому відношенні стосується того, як розраховуються небезпеки зіткнення з астероїдом для Землі; орбітальна невизначеність, викликана ефектом Ярковського, означає, що ми повинні спостерігати потенційно небезпечні астероїди протягом тривалого часу, перш ніж ми зможемо повністю виключити вплив. Поки що роль сил Ярковського в оцінці ймовірності зіткнення вивчалася для трьох астероїдів: 29075 1950 DA, 99942 Апофіс і 101955 1999 RQ36. Ефект Ярковського було визнано найважливішим елементом орбітальної невизначеності, а отже, ймовірності зіткнення з Землею.

### Погляд на майбутнє
Майбутні радіолокаційні та наземні астрометричні спостереження продовжуватимуть надавати можливості для подальшого виявлення ефекту Ярковського за допомогою орбітального визначення навколоземних астероїдів. Це тому, що, за визначенням, їх додавання до доступної бази даних відповідатиме обом необхідним вимогам:  вони розширюють часову базу {\displaystyle \Delta T\ ,} і  дуже ймовірно, що вони будуть навіть більш точними, ніж доступні астрометричні спостереження на сьогоднішній день. Прогноз буде особливо оптимістичним, якщо потужні дослідження неба нового покоління, такі як PanSTARRS або LSST, почнуть виявляти велику кількість навколоземних астероїдів. Завдяки своїм ширококутним камерам і розкладу спостережень, що охоплюють регіони з високими широтами, вони не тільки регулярно спостерігатимуть за відомими на даний момент популяціями об’єктів, але також відкриють багато інших малих астероїдів. Крім того, їхні великі камери ПЗЗ дозволять виконувати астрометрію приблизно на порядок точніше, ніж доступно зараз.
Крім того, космічний астрометричний проект Gaia обіцяє ще більше розвинути наші можливості виявлення ефекту Ярковського. З внутрішньою точністю {\displaystyle \sim 1} мілісекунд для рухомих об’єктів (ще краще для цілей, яскравіших ніж {\displaystyle \sim 13} зоряна величина в діапазоні V) і 5 років роботи, він забезпечить чудову астрометричну базу даних для безлічі навколоземних астероїдів; його розташування поблизу точки Лагранжа L2 системи Сонце-Земля дозволить набагато повніше спостерігати населення астероїдів, ніж це можливо з поверхні Землі.

## Орбітальні наслідки ефекту Ярковського
Динамічні ефекти описаних вище сил випромінювання в оптичних довжинах хвиль зазвичай невеликі для метрових і більших тіл. Вони навіть зникають на кругових орбітах. Тому слід  обмежити  наше  обговорення  орбітальними  ефектами  теплових сил  (тобто, {\displaystyle {\mathbf {f} }_{\mathrm {th} }}). Ці теплові сили набагато менші за тяжіння центру (Сонця чи планети), що дозволяє використовувати рамки теорії збурень для опису їхніх орбітальних наслідків. Зосереджуючись на найважливішому з них, а саме на тому, як вони змінюють велику піввісь {\displaystyle a}, можна написати:
{\displaystyle {\frac {da}{dt}}={\frac {2}{mn^{2}a}}\,(\mathbf {f} \cdot \mathbf {v} )={\frac {2}{mn}}(\mathbf {f} \cdot \mathbf {e} _{\tau }+{\mathcal {O}}(e))\;,}
де {\displaystyle M} і {\displaystyle m} – маси тіла і центру, {\displaystyle n} є середнім рухом {\displaystyle \left(a^{3}n^{2}=G\left(M+m\right)\right)} і {\displaystyle {\mathbf {e} }_{\tau }} є одиничним вектором у оскулюючий орбітальній площині та поперечний до напрямку до центру. Для малих збурень ефекти першого порядку виходять шляхом вставки незбурених (кеплерівських) рухів у праву частину . Довгострокові (накопичені) орбітальні ефекти додатково характеризуються усередненням за середньою довготою на орбіті. Це усуває короткочасні ефекти аналізу, які не є важливими для більшості ситуацій, навіть для проблеми виявлення, яка обговорюється нижче.
Особливістю ефекту Ярковського є його здатність модифікувати велику піввісь тіла. Аналітична оцінка {\displaystyle da/dt} для сферичного тіла не тільки забезпечує розумну точність, але й дає зрозуміти, як численні параметри, такі як розмір, теплова інерція, геліоцентрична відстань та/або нахил, впливають на швидкість дрейфу Ярковського. Припускаючи обертання навколо головної осі тензора інерції, природно розділити ефекти теплової сили {\displaystyle {\mathbf {f} }_{\mathrm {th} }} на компонент, вирівняний з напрямком осі обертання (незалежно від циклу обертання), і два компоненти в екваторіальній площині тіла (залежно від циклу обертання). Коли ці значення вводяться в рівняння теорії збурень, вирівняний за спіном компонент створює секулярний ефект (тобто такий, який не усереднюється з часом):
{\displaystyle \left({\frac {da}{dt}}\right)_{\mathrm {seasonal} }={\frac {4}{9}}\,(1-A)\,\Phi \,F_{n}(R',\Theta )\,\sin ^{2}\gamma \;,}
в той час як екваторіальні компоненти забезпечують секулярний ефект
{\displaystyle \left({\frac {da}{dt}}\right)_{\mathrm {diurnal} }=-{\frac {8}{9}}\,(1-A)\,\Phi \,F_{\omega }(R',\Theta )\,\cos \gamma \;.}
У лінійному наближенні сумарний ефект {\displaystyle (da/dt)_{\mathrm {tot} }} є суперпозицією {\displaystyle (da/dt)_{\mathrm {seasonal} }} та {\displaystyle (da/dt)_{\mathrm {diurnal} }}; {\displaystyle A} – ефективне значення альбедо, близьке до альбедо Бонда, {\displaystyle \Phi =\pi R^{2}F/(mc)} – коефіцієнт характерного радіаційного тиску, {\displaystyle R} — радіус тіла, а {\displaystyle \gamma } це нахил осі обертання (тобто кут між напрямком осі обертання та нормаллю до оскулюючої площини орбіти навколо центру).  Залежність від різних основних частот {\displaystyle \nu } в задачі середня частота руху {\displaystyle n} в {\displaystyle (da/dt)_{\mathrm {seasonal} }} та частоту обертання {\displaystyle \omega } в {\displaystyle (da/dt)_{\mathrm {diurnal} }} породжує терміни сезонний і добовий ефекти Ярковського відповідно.
Залежність від нахилу. -- Вивчення залежності від {\displaystyle \gamma } у {\displaystyle (da/dt)_{\mathrm {seasonal} }} та {\displaystyle (da/dt)_{\mathrm {diurnal} }}, є: {\displaystyle (da/dt)_{\mathrm {diurnal} }\varpropto \cos \gamma } у денному випадку та {\displaystyle (da/dt)_{\mathrm {seasonal} }\propto \sin ^{2}\gamma } у сезонному випадку. Як наслідок, добовий компонент ефекту Ярковського може спричиняти як зовнішню вікову міграцію орбіти (тобто, {\displaystyle da/dt} позитивно, оскільки {\displaystyle F_{\omega }} функція від'ємна) для тіл, що обертаються вперед, с {\displaystyle \gamma <90^{\circ }} і внутрішню вікову міграцію орбіти для ретроградно-обертових тіл с {\displaystyle \gamma >90^{\circ }\ .} Максимальний дрейф виникає, коли вісь обертання перпендикулярна до площини орбіти, {\displaystyle \gamma =0^{\circ }} або {\displaystyle \gamma =180^{\circ }\ ,} і зникає, коли вісь обертання знаходиться в площині орбіти, {\displaystyle \gamma =90^{\circ }\ .} Крім того, через залежність від {\displaystyle \cos \gamma \ ,} популяція, що еволюціонує по великій півосі з ізотропно розподіленими осями обертання, матиме середню зміну великої піввісі до нуля. Це означає, що чистий довгостроковий ефект полягає в тому, що популяція дифундує на менші та більші значення великої напіввісь, зберігаючи те саме середнє значення. З іншого боку, сезонний варіант ефекту Ярковського завжди викликає розпад орбіти до центру (тобто {\displaystyle da/dt} негативний). Він максимальний, коли вісь обертання знаходиться в площині орбіти, і нульовий, коли вісь обертання перпендикулярна їй. 
Залежність від розміру. -- Величина вікової зміни великої піввісь визначається F-функціями, які читаються (частота ν означає або ω, або n)
{\displaystyle F_{\nu }(R',\Theta )=-{\frac {\kappa _{1}(R')\,\Theta _{\nu }}{1+\kappa _{2}(R')\,\Theta _{\nu }+\kappa _{3}(R')\,\Theta _{\nu }^{2}}}\;.}
Частотна залежність явно проявляється у відповідному тепловому параметрі {\displaystyle \Theta _{\nu }=\Gamma {\sqrt {\nu }}/(\epsilon \sigma T_{\star }^{3})} і неявно в масштабуванні розміру тіла {\displaystyle R'=R/l_{s}\ .} Глибина проникнення {\displaystyle l_{s}={\sqrt {K/(\rho C_{p}\nu )}}=K/(\Gamma {\sqrt {\nu }})} теплової хвилі залежить від частоти і, таким чином, відрізняється для добової та сезонної хвиль. Оскільки частота обертання {\displaystyle \omega } зазвичай набагато більше, ніж середній рух {\displaystyle n\ ,} глибина проникнення сезонної хвилі більша, ніж добової.
Щоб визначити граничні випадки для малих/великих тіл, потрібно масштабувати наші рівняння, використовуючи відповідну глибину проникнення {\displaystyle l_{s}} або використовувати безрозмірний параметр {\displaystyle R'\ .} У межі великих тіл, для яких {\displaystyle R'\gg 1} (тіла розміром більше декількох метрів для відповідних теплових параметрів і геліоцентричних відстаней), {\displaystyle \kappa } -функції стають постійними {\displaystyle \kappa _{1}\rightarrow } ½, {\displaystyle \kappa _{2}\rightarrow 1\ ,} і {\displaystyle \kappa _{3}\rightarrow } ½ (для {\displaystyle R'\rightarrow \infty } ). Таким чином, залежність від розміру зменшується {\displaystyle F} -фактор, і він включається лише у фактор радіаційного тиску {\displaystyle \Phi =\pi R^{2}F/(mc)\ .} Для сферичного тіла, {\displaystyle m\varpropto R^{3}} і таким чином нарешті {\displaystyle da/dt\varpropto 1/R.} Як правило, ефект Ярковського є оптимальним для тіл, які мають {\displaystyle R'\sim 1\ ,} тому при розмірах більше кількох кілометрів ефект обернено пропорційний розміру.
Найдовший характерний часовий масштаб, доступний для накопичення орбітальних ефектів, становить порядку {\displaystyle \sim 1} Гр Це означає, що сили Ярковського є фактично незначними для астероїдів, більших за {\displaystyle \sim 30} кілометрів. У протилежну межу дуже малих тіл, де {\displaystyle R'\ll 1\ ,} один отримує {\displaystyle \kappa _{1}\varpropto R'\ ,}{\displaystyle \kappa _{2}\varpropto 1/R'} і {\displaystyle \kappa _{3}\varpropto 1/R'^{2}} коли {\displaystyle R'\rightarrow 0}. У результаті для кінцевого {\displaystyle \Theta _{\nu }} у нас є {\displaystyle F_{\nu }\varpropto R^{3}/\Theta } в цій межі. У поєднанні з {\displaystyle R} -залежність в {\displaystyle \Phi \ ,} ми нарешті отримуємо {\displaystyle da/dt\varpropto R^{2}} в межах дуже дрібних об'єктів. Цей формальний результат підтверджує нашу інтуїцію про те, що ефект Ярковського повинен зникати для дуже малих частинок. Це тому, що ефективна теплопровідність по всьому об’єму тіла робить температуру всюди дуже близькою до рівноважного значення. Це також зменшує амплітуду ефекту віддачі через фотони теплового випромінювання. На практиці роль сил Ярковського розміром менше міліметра стає незначною. Для менших частинок ефект Пойнтінга-Робертсона бере верх, змушуючи частинки мігрувати всередину до Сонця.

Залежність від геліоцентричної відстані. -- У разі добового ефекту, який зазвичай характеризується великою {\displaystyle \Theta _{\omega }} і великий- {\displaystyle R'} режим, один має {\displaystyle da/dt\varpropto \Phi /(n\Theta _{\nu })\ .} Оскільки підсонячна температура {\displaystyle T_{\star }} зменшується із геліоцентричною відстанню {\displaystyle d} як {\displaystyle T_{\star }\varpropto 1/d^{\,1/2}\ ,} у нас є {\displaystyle \Theta _{\omega }\varpropto d^{\,3/2}} і таким чином {\displaystyle n\Theta _{\omega }} приблизно не залежить від геліоцентричної відстані. Тоді залежність {\displaystyle (da/dt)} від d просто походить від зменшення потоку {\displaystyle \Phi \varpropto 1/d^{\,2}} і таким чином також {\displaystyle da/dt\varpropto 1/d^{\,2}\ .} Трохи складніша ситуація може виникнути для сезонного варіанту ефекту Ярковського. Це тому, що обидва {\displaystyle l_{n}} і {\displaystyle \Theta _{n}} збільшити пропорційно {\displaystyle d^{\,3/4}} для близьких до кругових орбіт. Ця залежність в {\displaystyle F_{n}} -функція поєднується з {\displaystyle \varpropto 1/d^{\,2}} зменшення сонячного потоку в {\displaystyle \Phi \ ,} виробляючи загальне неглибоке зниження середнього значення {\displaystyle da/dt} через сезонний ефект с {\displaystyle d.}